# 日本中国友好協会
日本中国友好協会（にほんちゅうごくゆうこうきょうかい）は、中華人民共和国（中国）との友好交流の促進を目的として1950年に設立された日本の団体である。通称は日中友好協会（にっちゅうゆうこうきょうかい）。組織の運営方針を巡る対立から1966年に2つの集団へと分裂し、それ以降は下記の2団体が同協会を名乗りながら併存している。

1. 分裂の際に当時の事務所である善隣学生会館にとどまった組織。
日本共産党との関係が強い組織で、東京都台東区浅草橋五丁目に本部を置く。組織分裂時に使用していた機関紙の紙名(日中友好新聞)・団体のシンボルマークを引き続き使用している。
2. 分裂の際に新しい事務所を設置した組織。
文化大革命が進行していた中国との関係を維持して日中友好運動を進めることをめざした組織で、東京都千代田区神田錦町一丁目に本部を置く。分裂後の一時期に「日中友好協会（正統）本部」を名乗り、2012年に公益社団法人となった。機関紙「日本と中国」を発行。

組織分裂の経緯を踏まえ、本項では便宜的に前者を日中友好協会(「日中友好新聞」)、後者を日中友好協会(「日本と中国」)とそれぞれ記載する。

## 創立から組織分裂までの経緯
日本中国友好協会は日中関係団体の中で最も古い歴史を有しており、中華人民共和国建国直後の1949年10月に準備会を発足、1950年2月に会報『日本と中国』を創刊の上、同年10月1日に創立大会を開催して正式に発足した。そのため分裂した2団体はいずれも「1950年10月1日に創立」としている。
日本と中華人民共和国との間に国交が無い中、協会は中国残留日本人の帰国実現、戦時中に日本へ強制連行された上で死亡した中国人の遺骨送還、その他経済的・文化的な諸活動を通じて交流活動と日中国交正常化運動を行ってきた。
しかし、1966年2月に日本共産党が派遣した、宮本顕治書記長（当時）を団長とするベトナム、中国、朝鮮への大型代表団が上海の毛沢東を訪問した時に、毛と宮本の協議が物別れに終り、その後、中国共産党と日本共産党の関係が悪化し（詳細は日中共産党の関係参照）、会に強い影響力を有していた日本共産党が中国との交流を妨害するようになったので、日本共産党以外の会員が日中友好協会(正統)本部として別に活動することになった。これが「日本と中国」のほうの組織の起源である。執行部では「日本と中国」が絶対多数であったが、「日本と中国」が善隣学生会館の事務所とは別の事務所を立ち上げる形で組織が分裂し、「日中友好新聞」と「日本と中国」が別個に「日本中国友好協会」を名乗り、運営する状態に至った。

## 日本中国友好協会(「日中友好新聞」)

### 概要
機関紙『日中友好新聞』を発行する日本中国友好協会（にほんちゅうごくゆうこうきょうかい）は、1966年以来中国政府から分派「ニセ日中」と名指しされた団体である。『日中友好新聞』は、組織分裂当時の名称をそのまま踏襲している。
1966年2月～3月に日本共産党の宮本顕治書記長が中国を訪問して、ベトナム戦争の統一戦線を形成しようと提案したが、ソ連の評価について、中国側と意見が食い違い、毛沢東主席との会談が決裂して、共同声明を発表できないまま帰国した。これは、日中共産党の路線対立につながり、日本共産党でも中国に近い党員らの除名や、中国関係の文献の取り扱いの排除などにつながった。日本共産党はこの対立を日中友好運動に持ち込み、日中友好諸団体の中での対立に発展した。日中友好団体のまとめ役であった日中友好協会でもこの対立が激化し、日本共産党の政策に同意できない役員や会員が、1966年10月25日別に日中友好協会（正統）本部を立ちあげて、日中友好協会は分裂した。
善隣学生会館は満洲国が満洲国からの留学生寮として建設した会館だったが、日中友好のための事業に使用される会館として運営されていた。日中友好協会（正統）本部が別の事務所を立ちあげたのちも、日本共産党に従う日中友好協会は、日中友好諸団体の中で党派的な対立を継続し、善隣学生会館の事務所などの施設をその
対立のために使用したので、会館内の中国人学生寮の寮生が反発し、壁新聞で事務所の退去を求めた。
このような経過で、両者の対立が深まっていったが、1967年2月28日に、日本共産党は組織動員して会館を包囲し、3月2日に、ヘルメットとこん棒などで武装した日本民主青年同盟の部隊を動員して、中国人の寮生とその支援者を殴打して、7人に重傷を負わせた(善隣学生会館事件)。この事件の時に、日本共産党の当時の最高指導者の数名が、会館の付近に構えて、指揮をとっていた。この事件に対し、日本共産党は、自分たちが被害者であるという宣伝を行い、現在に至っている。
1967年3月11日に、会館の管理権者である財団法人善隣学生会館に退去を求める訴訟を提起した。日中友好協会は多数の部外者を事務所に常駐させて、善隣学生会館内の中国人留学生寮である後楽寮の寮生やその支援者と対峙していたが、1970年7月15日に和解し、それまでの賃料の支払いを免除され、立ち退き料と示談金として、財団法人から210万円を受け取って、事務所を引き払った。
1950年設立当初のマークをそのまま使用している。1998年の日中両共産党の合意を受け1999年に中国との関係を修復した。結成当時は中国との国交がなかったので草の根民間外交としてきりえ講座、中国語講座などが主な活動内容であった。組織分裂後は中国政府からも攻撃され、国交正常化後は「ニセ日中」と相手にされない時期が長く続いたが、国交がない当時からの活動を踏襲して中国政府からも日本政府からも独立した立場を保つことができた。
1998年、日中両国共産党の和解により、日本中国友好協会 (「日中友好新聞」)も中国と関係を回復し、中国国際交流協会及び中国日本友好協会と友好関係を持っている。駐日中国大使館は、双方の友好協会が大会を開催する際、それぞれ代表者を派遣し来賓として祝辞を述べていた。中国共産党と日本共産党の関係が再び悪化した後は、駐日中国大使館が日中友好協会 (「日中友好新聞」)大会に代表者を派遣することはなくなったが、メッセージは送り続けている。

### 団体データ
- 設立：1950年10月
- 会長：井上久士
- 本部所在地：東京都台東区浅草橋5-2-3 鈴和ビル5階
- 会費：900円／月
- 機関紙：日中友好新聞（タブロイド判4ページ、毎月2回（1日、15日）発行、購読料1ヶ月400円）
- 地方組織の表記方法は「日本中国友好協会＋地域名『連合会・支部』」となる。
- 中国国際交流協会及び中国日本友好協会と友好関係を持っている。
- 革新都政をつくる会に東京都連合会が参加する。

## 日本中国友好協会(「日本と中国」)

### 概要
公益社団法人日本中国友好協会（にほんちゅうごくゆうこうきょうかい、「日本と中国」）は、東京都千代田区に本部を置く公益社団法人である。略称は日中友好協会（にっちゅうゆうこうきょうかい）。所謂日中友好7団体の一翼を構成しており、日中友好を目的とした団体としては全ての都道府県に加盟協会を有する唯一の全国組織である。機関紙は『日本と中国』。ただし、1966年6月11日付の491号から同年11月21日付の号までは『日中友好新聞』と改題していた。
当時の機関紙には中国直輸入の文革の立場から軍事革命を賛美する文書が多数掲載された。一時はその中でも分裂騒ぎがあり、さらに「黒田日中」(機関紙『日中友好』)と「宮崎日中」(機関紙『日本と中国』)の二派に分裂し機関紙をそれぞれ発行し、相互に暴力行為を働いて相互に機関紙で非難しあったが関係修復して再合同した。
1978年5月の第22回全国大会にて、これまで用いてきた「(正統)」の名称を外し、もとの日中友好協会の名に改めた。
21世紀に入ると、文革当時の幹部・活動家は年齢の関係で組織からほとんどいなくなった。また、文革終結後の中国が改革開放政策によって毛沢東時代から姿勢を変化させ、市井の民間人ではなく、企業経営者や自由民主党議員などの保守系親中派の会員も多くなったことから、現在の会活動や機関誌の論調からは左翼色が大幅に薄らいでいる。

### 団体データ
- 主な目的：日本と中華人民共和国双方の国民の友好関係の促進
- 沿革
  - 1950年10月 - 設立
  - 2000年5月 - 社団法人格取得
  - 2012年4月 - 公益社団法人に移行
- 会長：丹羽宇一郎
- 本部所在地：東京都台東区駒形1-5-6 5F
- 機関紙：日本と中国、（2020年現在タブロイド判8ページ、毎月1回1日発行、購読料1年間5000円）